# 立志馆大学
立志馆大学（日语：／ ritsushikan daigaku）位于广岛县安芸郡坂町3丁目3−20，为日本私立大学，1989年建校，2000年设置，学校法人广岛女子商学园。2003年廢止。

## 沿革
- 1989年，立志馆大学的前身建立。
- 2000年4月，广岛安芸女子大学开校。
- 2002年4月，学校更名为立志馆大学，实行男女共学制度。
- 2009年，学校合并入广岛文化学园大学。

## 院系
- 经营学部

## 历任校长
- 今野福子